# Grande Viabilità Triestina

La Grande Viabilità Triestina, abbreviato in GVT, è un'infrastruttura autostradale e superstradale che connette la città di Trieste alla rete autostradale italiana e slovena. Tuttavia la denominazione Grande Viabilità Triestina non è assegnata a nessuna strada o autostrada. Fino al 1997 il tratto era denominato Sopraelevata di Trieste, ma ora è composta da vari tratti con differenti denominazioni.

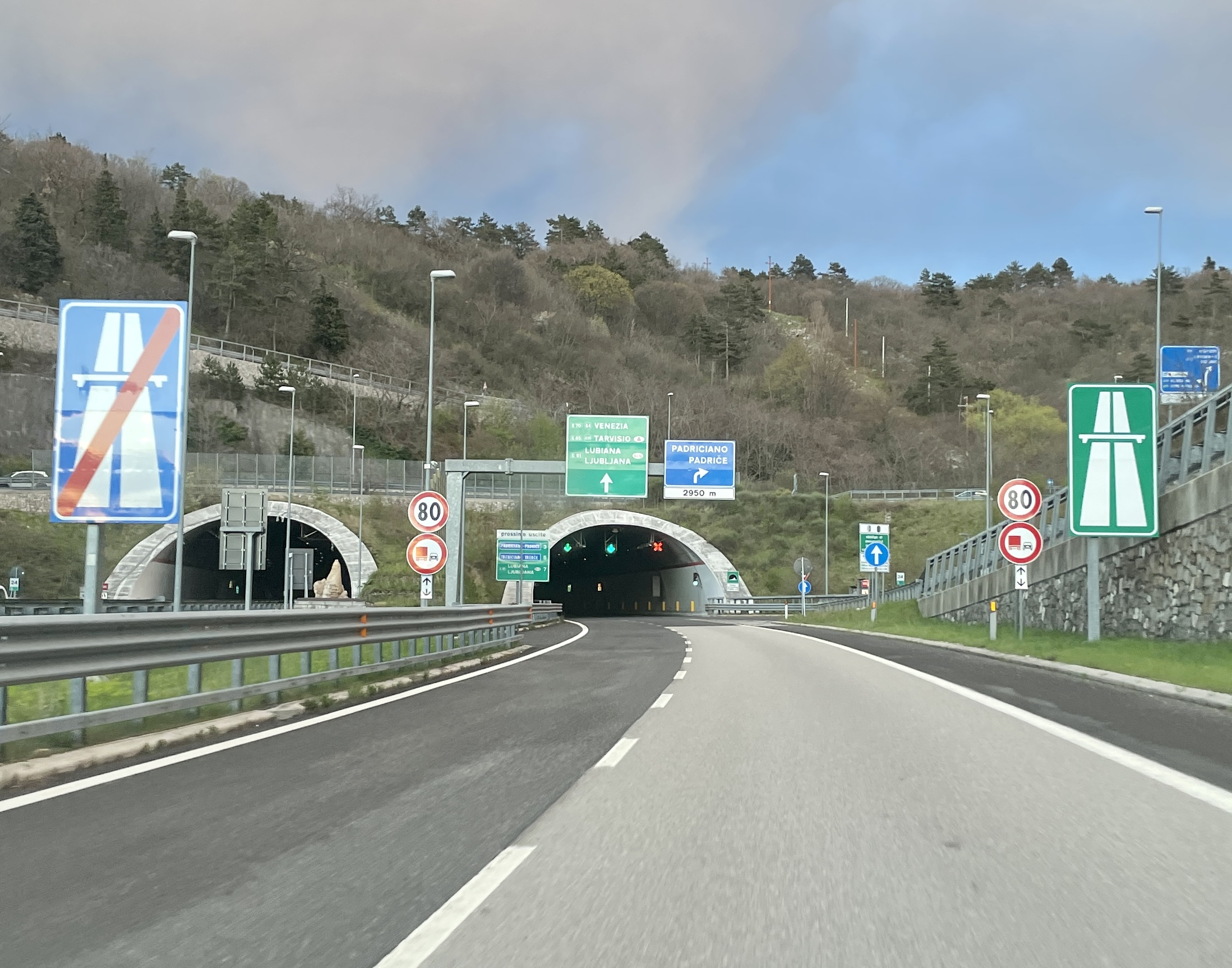
Gli imbocchi delle due canne della galleria "Carso" lato Trieste

La GVT è composta dai seguenti tratti senza soluzione di continuità provenendo da Trieste:
- Strada statale 202 Triestina
- Autostrada Sistiana-Rabuiese tratta SS202-RA13 (classificata inizialmente come NSA344)
- Raccordo autostradale 13 Sistiana-Padriciano

La GVT ha le seguenti diramazioni:
- Raccordo autostradale 14 diramazione per Fernetti che ha inizio dal RA13
- Autostrada Sistiana-Rabuiese tratta SS202-Rabuiese (classificata inizialmente come NSA326)

## Percorso
La Grande Viabilità Triestina ha inizio come continuazione dell'Autostrada A4 (Italia) presso lo svincolo di Sistiana, denominandosi Raccordo autostradale 13. Il raccordo prosegue fino al chilometro 16, dove si snoda il Raccordo autostradale 14, che finirà dopo appena 1 km presso il confine di stato a Fernetti. Presso il km 21, il raccordo cambia denominazione e diventa l'Autostrada Sistiana-Rabuiese.
Dopo appena 4 km, la Grande Viabilità Triestina cambia di nuovo denominazione e diventa la Strada statale 202 Triestina, meglio conosciuta come Sopraelevata di Trieste oppure Nuova Sopraelevata. In questo tratto di GVT della SS202 gode di due uscite: San Dorligo della Valle e Cattinara. Il tratto funge anche da tangenziale nord di Trieste.
La terza uscita è un proseguimento della SS202 verso il Porto di Trieste. A questo punto la Grande Viabilità Triestina prosegue come SS202 fino al porto di Trieste con ulteriori uscite e inizia anche lo svincolo per L’Autostrada Sistiana-Rabuiese, dove dopo 4 km e dopo lo svincolo per Muggia, si arriva al confine di stato con la Slovenia presso Rabuiese.

## Tabella Percorso[1]

### Tratto Sistiana - Padriciano
| Sistiana - Padriciano |                                                                    |      |           |                |
| Tipo                  | Indicazione                                                        | km   | Provincia | Strada europea |
|                       | Venezia                                                            | 0,0  | TS        |                |
|                       | Area di servizio                                                   | -    | TS        |                |
|                       | Sistiana                                                           | 0,6  | TS        |                |
|                       | Sgonico (solo uscita direzione Trieste, solo entrata direzione A4) | 8,9  | TS        |                |
|                       | Area di servizio                                                   | -    | TS        |                |
|                       | Prosecco (in direzione A4 solo uscita)                             | 11,2 | TS        |                |
|                       | Diramazione per Fernetti                                           | 16,6 | TS        |                |
|                       | Trebiciano                                                         | 18,8 | TS        |                |
|                       | Autostrada Sistiana-Rabuiese Padriciano                            | 21,0 | TS        |                |

### Padriciano - Cattinara
| Autostrada Sistiana - Rabuiese I tratta: Padriciano-Cattinara (ex NSA344) |                                |      |
| Tipo                                                                      | Indicazione                    | km   |
|                                                                           | Raccordo A4-Trieste Padriciano | 21,0 |
|                                                                           | Triestina Cattinara            | 25,0 |

### Molo VIII - Cattinara
| Triestina Tratto Cattinara - Dolina |                                                  |      |           |
| Tipo                                | Indicazione                                      | ↓km↓ | Provincia |
|                                     | Cattinara Ospedale                               | 25   | TS        |
|                                     | Nuova Sopraelevata                               | 25   | TS        |
|                                     | Cattinara Ospedale (Uscita solo in direzione A4) | 26,5 | TS        |
|                                     | Dolina                                           | 33,6 | TS        |
|                                     | Trieste Muggia Autostrada Sistiana-Rabuiese      | 34,1 | TS        |

### Lacotisce-Rabiuese
| Autostrada Sistiana - Rabuiese II tratta: Lacotisce-Rabuiese (ex NSA326) |                                              |      |
| Tipo                                                                     | Indicazione                                  | km   |
|                                                                          | Trieste Nuova Sopraelevata                   | 34,1 |
|                                                                          | Autostrada Sistiana-Rabuiese                 | 35   |
|                                                                          | Muggia                                       | 37   |
|                                                                          | Confine di Stato con la Slovenia Capodistria | 38   |